# Moonchild
«Moonchild» — четверта композиція з дебютного альбому британського прогрок-гурту King Crimson In the Court of the Crimson King.
Після репетицій у 2013—2014 роках King Crimson у своєму 8-му складі вперше виконував пісню наживо 18 жовтня 2017 року в Остіні, штат Техас, через 48 років після її випуску в альбомі.

## Написання
Перша частина композиції, «The Dream», — це мелотронна балада, але через 2,5 хвилини вона змінюється вільною інструментальною імпровізацією («The Illusion») на гітарі, вібрафоні та ударних, яка триває до кінця пісні. Роберт Фріпп у цій частині грає фрагмент «The Surrey with the Fringe on Top» (з альбому Оклахома! Роджерса і Гаммерстайна). У реміксі альбому 2009 року Фріпп та його колега Стівен Вілсон відредагували композицію, видаливши близько 2,5 хвилини оригінальної імпровізації (той самий виконуваний Фріппом фрагмент). У цьому релізі оригінальну версію подано як бонус-трек.

У пісні ударник Майкл Джайлз виконує унікальну партію на тарілках, яке було високо оцінене музичними критиками й письменниками. Пісню описали як «космічний джем». Джайлз описує радикальний «Moonchild» як
…можливість. Ми записали матеріал, який хотіли бачити в альбомі, тож подумали: чому б не записати щось, що не є джаз-імпровізацією, але водночас безструктурне? Щоб залишилися лише час і простір. З усіх видів мистецтва музика є найабстрактнішою: її не можна взяти в руки, потримати або повісити на стіну. Ми почали з цієї пісеньки, а потім просто полетіли в космос, у небуття — подивитися, що з цього вийде. Якби вийшла дурниця, ми б її не залишили. Я дивлюся на це з іншого боку: а що було б, якби ми цього не зробили?
Майк Барнс (Mike Barnes) у своїй книзі «A New Day Yesterday» пише:
Про це рідко згадують, але чверть хронометражу In the Court of the Crimson King — це вільна імпровізація. <…> Пісню «Moonchild» згадували в тогочасних рецензіях хіба що побіжно, і пізніше про неї теж майже не писали. Складається враження, що деякі слухачі цей трек просто пропустили — як фанати «Бітлз» пропускали «Revolution 9», — але в певному споглядальному розумінні «Moonchild» була водночас чудово зіграним і найавантюрнішим треком зі створених тогочасними британськими рок-гуртами.
У 1988 році режисер Вінсент Галло використав композицію у своєму незалежному фільмі «Баффало-66».

## Учасники гурту
- Роберт Фріпп — електрогітара
- Іен Макдональд[en] — мелотрон, вібрафон, дерев'яні духові
- Грег Лейк — вокал
- Майкл Джайлз[en] — барабани, перкусія
- Пітер Сінфілд[en] — тексти пісень

## Кавер-версії
- Британський рок-гурт Doves[en] використав мелодію пісні «Moonchild» для свого треку «M62 Song»[10].
- Репер Mims[en] використав семпли пісні у своєму треку «Doctor Doctor»[11].
- У 1991 році інтерпретацію «Moonchild» зробив італійський психоделічний прогрок-гурт Twenty Four Hours[en] на альбомі The Smell of The Rainy Air[12].